# 베르나르앙리 레비
베르나르앙리 레비(Bernard-Henri Lévy)는 1948년 11월 4일 베니 사프(알제리)에서 태어난 프랑스의 작가, 철학가, 영화인, 소설가, 수필가, 극작가, 사업가, 지식인, 컬럼니스트로, 이름의 철자를 따서 BHL로도 자주 불린다.
1977년 첫 수필 <인간의 얼굴을 한 야만성La Barbarie à visage humain>의 출간과 함께, 레비는 여러 정치적, 외교적, 사회적 문제에 참여하며 프랑스 정치계, 철학계, 언론계, 문학계에 있어 중요한 영향력을 끼치는 인물로 자리매김한다. 1970년대 신(新)철학 운동의 주창자이자 이 운동의 상징적 인물로서, 레비의 활동, 의견, 출간은 특히 프랑스에서 많은 논의의 대상이 되었다.
사르트르와 훗설의 독자이던 레비는 유대인의 특성, 동일성, 시오니즘, 종교 원리주의, 예술, 반유대주의, 보들레르적 정신, 미국, 리비아 전쟁과 같은 많은 분야 뿐만 아니라, 유고슬라비아 전쟁과 러시아의 우크라이나 개입 등에 대한 저서를 집필했다.
극작품과 두 소설을 쓴 작가로서, 레비는 1984년 메디시 상을, 1988년 앙테랄리에 상을 수상했으며, 컬럼니스트이자 영화인으로서는 2000년 베니 레비와 알랭 핀켈크로트와 함께 레비나스 연구 기관을 창설하기도 했으며, 1990년부터는 <게임의 법칙>이라는 잡지를 편집해왔다.
레비는 학계, 정치계, 언론계, 예술계에 있어 수많은 비평의 대상이 되어왔다. 이 같은 비평들은 주로 레비의 철학서, 지지 성명, 지정학적 문제에 대한 활동 및 그의 자세와 인물 자체를 대상으로 하고 있다.

## 생애

### 1968년부터 1979년까지
베르나르앙리 레비는 리세 파스퇴르 드 뇌이에서 고교 과정을 마쳤으며, 이후 2년간 리세 루이르그랑에서 2년간 그랑제콜 준비 과정을 했다.

#### 고등사범학교 (1968-1971)
1968년, 레비는 고등사범학교에 합격했으며, 이곳에서 철학과 교수 자크 데리다와 루이 알튀세르와 만난다.
레비는 1969년 멕시코에서 체류한 이후, 잡지 <현대Les Temps>에 <멕시코, 제국주의의 국가화Mexique, nationalisation de l'impérialisme>라는 이름의 첫 기사를 투고하였다.
이 시절 동기였던 장뤼크 마리옹은 그에 대하여 다음과 같이 이야기했다.
"베르나르는 항상 BHL이었다. 1968년, 내가 입학하고 일 년 뒤, 베르나르가 고등사범학교에 입학했을 때, 정말로 그를 처음 보게 되었다. 확실하게도, 베르나르는 능률과 재능을 가졌으며, 엄청 공부했다. 그렇지 않았다면, 어떻게 그가 첫 시험에 합격하였겠는가? 하지만 그는 대학에서 내준 과제를 가장 먼저 하려고도, 무엇보다 우선하여 해내려고도 하지 않았다. 그는 처음부터 자신만의 계획을 짰다. 출판하고, 비극적인 일들을 알리고, 때로는, 자신의 이름을 날리고자 했다. [...] 베르나르는 대학 교수가 되는 데 있어 필요한 모든 것들을 갖고 있었다. 그가 유일하게 부족했던 것은 시기심이었다. 하지만 베르나르는 메를로퐁티나 훗설보다, 카뮈와 말로를 향하여 목표했다."

#### 데뷔 (1971-1976)
1971년, 레비는 철학 교수 자격 시험에 8등으로 합격한다.
1971년 9월, 레비는 북아일랜드에 관한 긴 르포와 더불어, 마오주의적 문제 제기를 통하여 프랑스 농촌의 계급 투쟁이 어떻게 진행되는가를 보여주고자, 프랑스 농민 계층에 관한 연속 기사를 <콩바Combat>에 기고한다.
루이 알튀세르와 친분이 있던 경제학 교수 샤를 베텔하임의 추천으로, 레비는 인도아대륙, 특히 파키스탄으로부터의 독립 전쟁이 벌어지던 방글라디시로 여행을 떠난다. 1973년 5월, 여행에서 돌아온 레비는 첫 저서, <혁명하의 방글라데시 민족주의Bangla-Desh Nationalisme dans la révolution>를 집필한다. 이 첫 저서는 레비 작품의 특징이라고 할 수 있는 전쟁 르포 연작이다.
프랑스로 돌아오고, 레비는 스트라스부르 대학교 강사로 임명되어, 그곳에서 인식론을 강의한다.
1974년 10월, 레비는 그라세 출판사에서 장폴 돌레와 필리프 네모가 발족한 <피귀르Figures> 총서를 기획한다.
1975년 1월, 레비는 미셸 뷔텔과 함께 일간지 <랭프레뷔L'Imprévu>를 간행하나, 아버지로부터 800만 프랑을 후원받았음에도 그가 기대했던 만큼의 성공을 거두지는 못하였으며, 11호 출간 이후 폐간했다.
1976년까지 레비는 미셸 로카르, 로랑 파비위스, 에디트 크레송과 함께 프랑수아 미테랑의 조언을 하던 "전문가 집단"의 일원이었다. 미테랑은 저서 <꿀벌과 건축가L'Abeille et l'Architecte>에서 젊은 베르나르앙리 레비를 다음과 같이 언급한다.